# Neptunbrunnen (Trient)

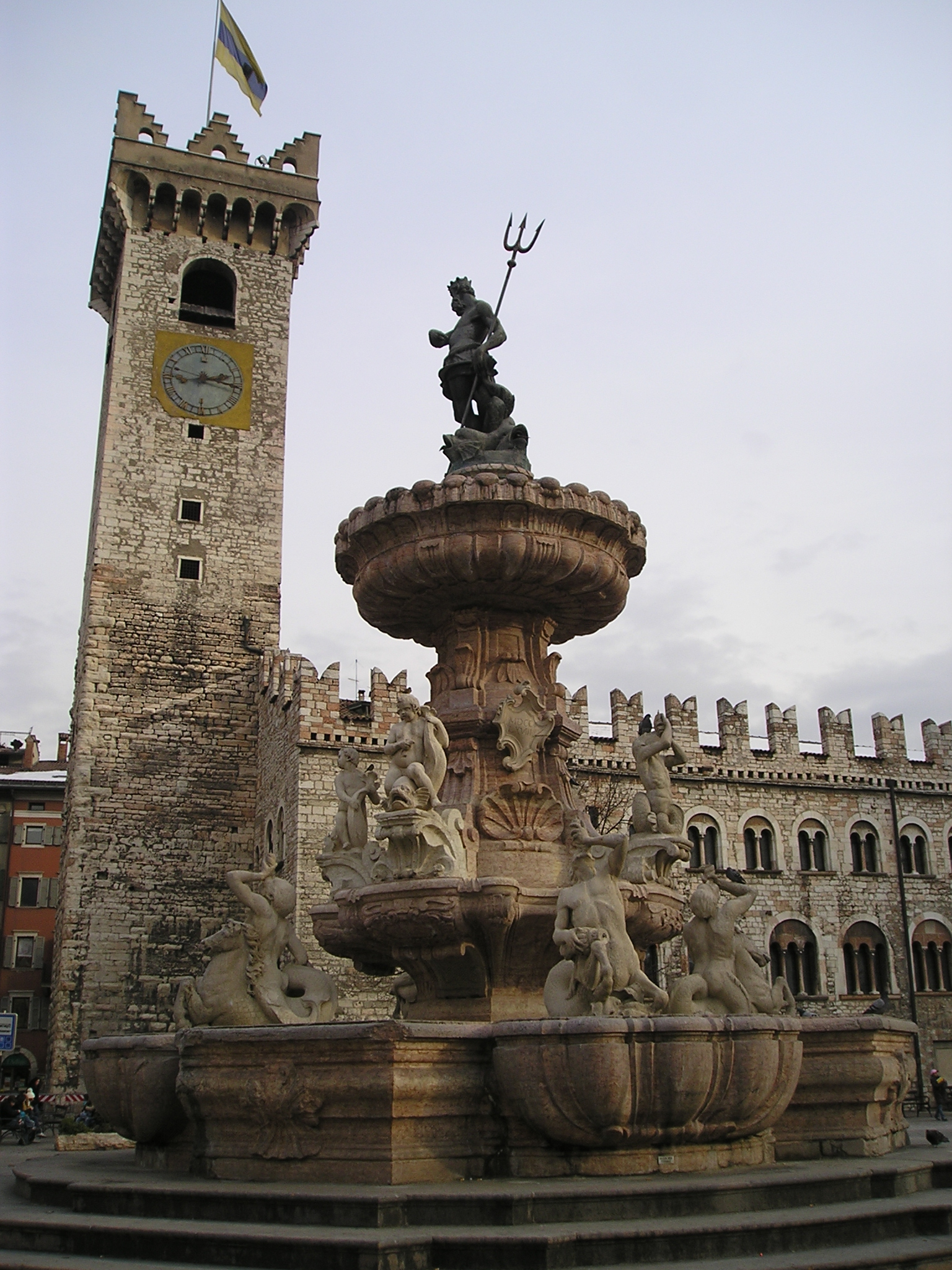
Neptunbrunnen

Der Neptunbrunnen (ital. Fontana del Nettuno) ist ein Brunnen auf dem Domplatz von Trient.
Der barocke Brunnen wurde zwischen 1767 und 1769 nach einem Entwurf von Francesco Antonio Giongo (1720–1776) ("der Bucklige" genannt) aus Lavarone errichtet und steht fast in der Mitte des Platzes. Die Tafel am Brunnen trägt die Inschrift Magnificum hunc fontem cum aquarum perpetuo cursu, de Sperantibus omnibus, Franciscus Antonius Jongo tridentinus fecit.
Die bronzene Statue des Neptun von Andrea Malfatti ist eine Nachbildung des steinernen Originals, das 1942 entfernt wurde. Die Originalstatue von Francesco Antonio Giongo befindet sich im Hof des Rathauses der Stadt.
Der 1900–1901 vom Düsseldorfer Bildhauer Leo Müsch (1846–1911) geschaffene Jubiläumsbrunnen aus rotem Mainsandstein im Wuppertaler Stadtteil Elberfeld ist eine Nachbildung des Neptunbrunnens in Trient.

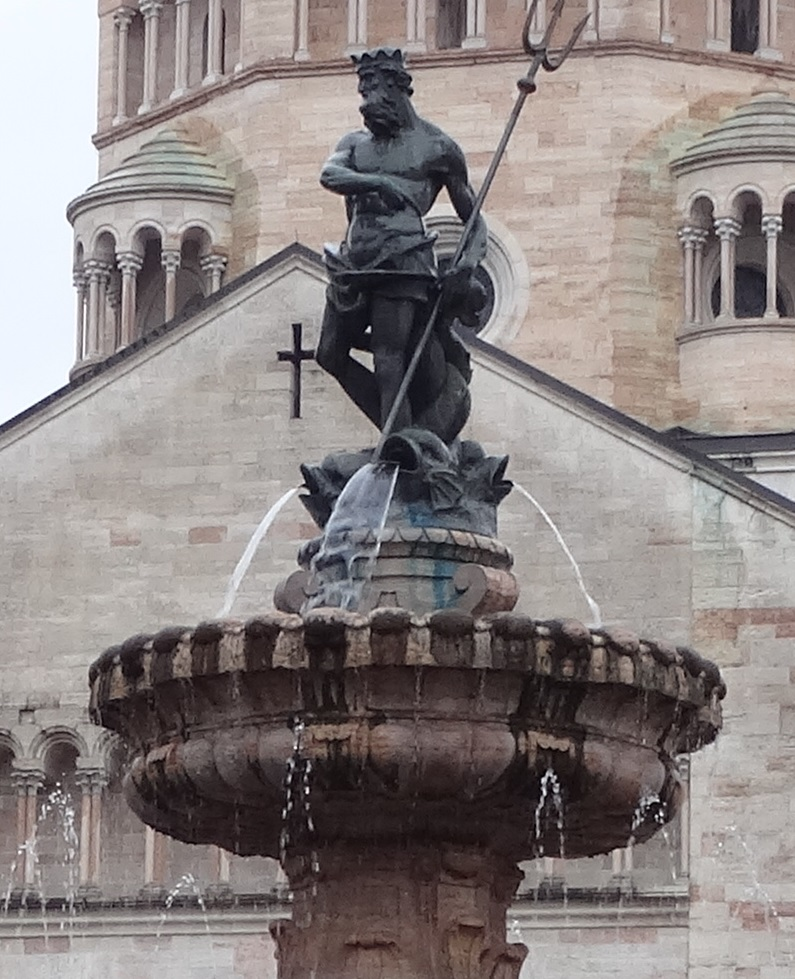
Neptun mit Wasserspeiern und oberstem Becken